# Himantura hortlei
Himantura hortlei е вид хрущялна риба от семейство Dasyatidae. Видът е световно застрашен, със статут Уязвим.

## Разпространение
Разпространен е в Индонезия.